# Portret mężczyzny trzymającego popiersie Karakalli
Portret mężczyzny trzymającego popiersie Karakalli (fr. Portrait d’un homme tenant un buste de Caracalla) – obraz olejny którego autorstwo przypisywane jest francuskiemu malarzowi Sébastienowi Bourdonowi, znajdujący się w zbiorach Luwru w Paryżu.

## Opis
Ten portret został zauważony i nabyty przez Dominique’a Vivanta Denona, ówczesnego dyrektora Centralnego Muzeum Sztuk Pięknych (Luwru), podczas pośmiertnej sprzedaży dzieł malarza Jeana-François Colsona. Denon był przekonany, że obraz to autoportret Sébastiena Bourdona. W liście z 17 marca 1803 roku do ministra spraw wewnętrznych, Jeana-Antoine’a Chaptala, zaproponował, że kupi go do muzeum za 295 franków. Obraz uważany był za autoportret do lat 60. XX wieku; historyk sztuki Jacques Thuillier zachował przypisanie Bourdonowi, ale zmienił tytuł na „Portret rzeźbiarza”. Przypisanie Bourdonowi zostało wówczas zakwestionowane, w szczególności przez historyka sztuki Jeana-Pierre’a Cuzina, który w 1979 roku zaproponował przypisanie obrazu malarzowi, architektowi i dekoratorowi Charlesowi Le Brunowi. 
Współcześnie uważa się że autorem obrazu jest anonimowy artysta z XVII wieku, który namalował go około 1650 roku. Model w białej koszuli patrzący w niewidoczne dla widza miejsce, jest raczej amatorem niż rzeźbiarzem. W lewej dłoni trzyma odlew antycznej głowy cesarza rzymskiego Karakalli, której najsłynniejszą wersją jest popiersie w Muzeach Watykańskich. Obraz w Luwrze został odrestaurowany przez włoskiego malarza Georgesa Zezzosa we francuskiej miejscowości Montauban w 1941 roku, a następnie przez Raymonda Lepage w 1958 i Jacquesa Roulleta w 1959 roku. 